# Saving Bikini Bottom: The Sandy Cheeks Movie
Saving Bikini Bottom: The Sandy Cheeks Movie (bra: A Missão de Sandy Bochechas; prt: Salvar Bikini Bottom: O Filme da Sandy Cheeks) é um filme de comédia de aventura baseado na série animada de televisão da Nickelodeon, Bob Esponja Calça Quadrada. Será a quarta adaptação cinematográfica da série, seguindo Bob Esponja - O Filme (2004), Bob Esponja: Um Herói Fora D'Água (2015) e Bob Esponja: O Incrível Resgate (2020).
Saving Bikini Bottom: The Sandy Cheeks Movie foi lançado no dia 2 de agosto de 2024, pela Netflix.

## Sinopse
Quando todos os habitantes da Fenda do Bikini são repentinamente retirados do oceano, Sandy Bochechas e Bob Esponja Calça Quadrada viajam para o Texas para salvar a cidade.

## Elenco
- Carolyn Lawrence como Sandy
- Tom Kenny como Bob Esponja Calça Quadrada
- Clancy Brown como Sr. Sirigueijo
- Bill Fagerbakke como Patrick Estrela
- Mr. Lawrence como Plankton
- Rodger Bumpass como Lula Molusco
- Wanda Sykes como Sue Nahmee
- Johnny Knoxville como Randy Bochechas
- Craig Robinson como Pai Bochechas
- Grey DeLisle como Mãe Bochechas, Vovó Bochechas, Rowdy e Rosie Bochechas
- Ilia Isorelýs Paulino como Phoebe
- Matty Cardarople como Kyle

## Produção

### Desenvolvimento
Em 4 de março de 2020, Robert Bakish, CEO da ViacomCBS, anunciou que seriam produzidos dois filmes spin-off de Bob Esponja Calça Quadrada para a Netflix, representando um "negócio de aluguel lucrativo e de baixo risco com margens definidas", que ele disse se traduzir em propriedade de conteúdo para distribuição separada no caminho, incluindo produtos de consumo e recreação.".
Em maio de 2021, foi anunciado que um filme de Sandy Bochechas estava em desenvolvimento, descrito como uma mistura de live-action com animação digital que coloca a personagem-título em um cenário do mundo real, com Liza Johnson como diretora a partir de um roteiro escrito por Kaz e Tom Stern e uma história de Kaz.
Em 12 de agosto de 2021, o título do filme foi revelado como Saving Bikini Bottom e que os planos de filmar o filme em Los Alamos foram cancelados devido à reescrita do roteiro. Em 17 de fevereiro de 2023, foi revelado que o filme tinha adicionado o subtítulo de The Sandy Cheeks Movie. Em 25 de abril de 2023, uma primeira imagem do filme foi divulgada. Além disso, foi revelado que Wanda Sykes, Johnny Knoxville, Craig Robinson, Grey DeLisle, Ilia Isorelýs Paulino e Matty Cardarople se juntaram ao elenco, além de Carolyn Lawrence, Tom Kenny, Clancy Brown, Bill Fagerbakke, Mr. Lawrence e Rodger Bumpass, que reprisaram seus papéis da série.

## Lançamento
Saving Bikini Bottom: The Sandy Cheeks Movie está agendado para ser lançado em 2024, pela Netflix. Ele foi provisoriamente agendado para 2023.
Suposto Vazamento
Em 21 de janeiro de 2024, um usuário do X (conhecido como Twitter antigamente), publicou o filme inteiro dentro da plataforma. A Nickelodeon e Paramount Global, respondeu rapidamente, apresentando uma enxurrada de reclamações de direitos autorais. Mas o filme de Sandy Cheeks, no entanto, permaneceu disponível na plataforma um dia após a onda de greves de direitos autorais. A fonte do vazamento do The Sandy Cheeks Movie não está clara por enquanto, embora esteja aparentemente ligada a uma violação de segurança de 2023 que viu os servidores da Pipeline Studios se tornarem públicos. O filme também apareceu no X naquela ocasião, embora a Paramount tenha conseguido limitar o vazamento em apenas cinco horas.